# Burlington (Dakota del Nord)
Burlington è un centro abitato (city) degli Stati Uniti d'America, situato nella Contea di Ward, nello Stato del Dakota del Nord. Nel censimento del 2000 la popolazione era di 1.096 abitanti. La città è stata fondata nel 1883. Appartiene all'area micropolitana di Minot.

## Geografia fisica
Secondo i rilevamenti dell'United States Census Bureau, la località di Burlington si estende su una superficie di 1,6 km², tutti occupati da terre.

## Popolazione
Secondo il censimento del 2000, a Burlington vivevano 1.096 persone, ed erano presenti 298 gruppi familiari. La densità di popolazione era di 671 ab./km². Nel territorio comunale si trovavano 388 unità edificate. Per quanto riguarda la composizione etnica degli abitanti, il 96,08% era bianco, lo 0,55% era afroamericano, il 2,01% era nativo, lo 0,18% proveniva dall'Asia e l'1,19% apparteneva a due o più razze. La popolazione di ogni razza ispanica corrispondeva allo 0,91% degli abitanti.
Per quanto riguarda la suddivisione della popolazione in fasce d'età, il 35,9% era al di sotto dei 18, il 7,4% fra i 18 e i 24, il 33,7% fra i 25 e i 44, il 16,9% fra i 45 e i 64, mentre infine il 6,2% era al di sopra dei 65 anni di età. L'età media della popolazione era di 31 anni. Per ogni 100 donne residenti vivevano 93,6 maschi.